# Sizígia (astronomia)

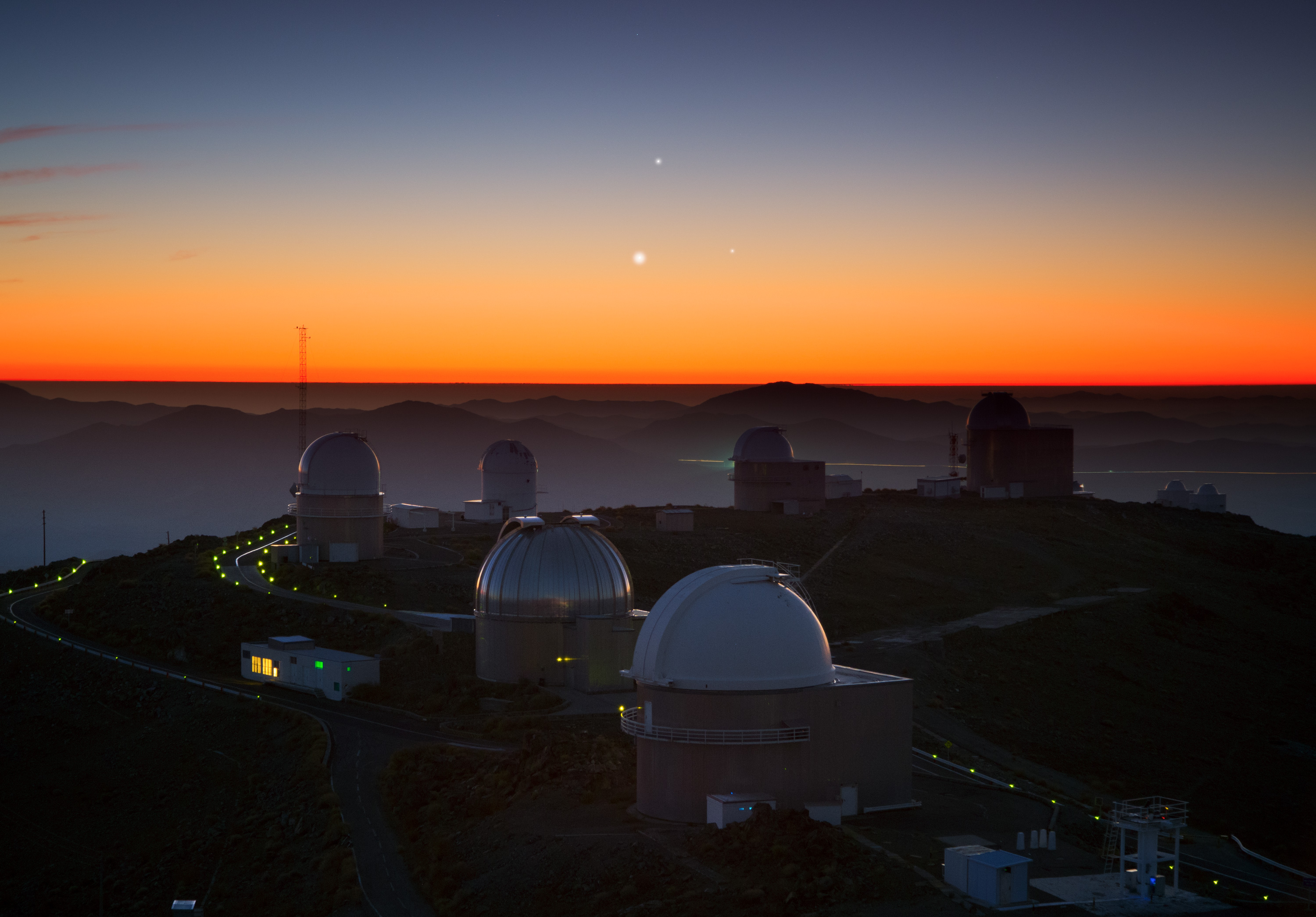
No céu sobre os domos redondos do Observatório de La Silla, são visíveis alinhados três objectos astronómicos do Sistema Solar: (1) Júpiter (topo); (2) Vénus (em baixo à esquerda); e (3) Mercúrio (em baixo à direita).

O trânsito de Mercúrio frente ao Sol visto a partir do rover Curiosity pousado em Marte (3 de Junho de 2014).

Sizígia (do grego clássico σύζυγος suzugos; "ligados pelo mesmo jugo") é o termo utilizado em astronomia para designar o alinhamento de três corpos celestes pertencentes a um mesmo sistema gravitacional formando uma configuração rectilínea.

## Descrição
O termo é frequentemente usado para fazer referência ao alinhamento do Sol, da Terra e da Lua ou de um planeta, sendo que neste último caso, o planeta pode estar em conjunção ou em oposição.
Por os eclipses serem fenómenos resultantes do alinhamento dos corpos celestes, os eclipses solares e os eclipses lunares ocorrem aquando das sizígias, o mesmo acontecendo com os trânsitos e ocultações. O termo é por vezes aplicado à configuração formada pelo Sol e Lua (e Terra) quando estão em conjunção (lua nova) ou em oposição (lua cheia).
O termo sizígia é frequentemente utilizado de forma menos precisa para descrever configurações interessantes de planetas, mesmo quando não correspondam a um alinhamento geométrico perfeito sobre uma linha recta. Um exemplo desse uso, foi a designação dada à configuração planetária rara que ocorreu a 21 de Março de 1894, por volta das 23:00 TMG, quando Mercúrio transitou o Sol (como visto a partir de Vénus) e Mercúrio e Vénus ambos simultaneamente transitaram o Sol (como visto a partir de Saturno). O termo é também utilizado para descrever situações em que todos os planetas do Sistema Solar estão do mesmo lado do Sol, mesmo que não estejam necessariamente alinhados, situação que pela última vez ocorreu a 10 de Março de 1982.
A 3 de Junho de 2014, o rover Curiosity pousado em Marte observou o planeta Mercúrio a transitar o Sol, marcando a primeira vez que humanos observaram um trânsito planetário a partir de um corpo celestial para além da Terra.

## Ocultações, trânsitos e eclipses
A ocorrência de uma sizígia por vezes resulta numa ocultação, trânsito ou eclipse:
- Ocultação — fenómeno que ocorre quando um corpo celeste com dimensão aparente maior passa na frente de um com dimensão aparente menor.
- Trânsito — ocorre quando um corpo celeste com dimensão aparente menor passa na frente de um com dimensão aparente maior. No caso combinado em que o corpo celeste menor transita regularmente o maior, essa ocultação é também por vezes denominada um eclipse secundário.
- Eclipse — ocorre quando um corpo celeste desaparece total ou parcialmente de vista, seja por ocultação, como ocorre no caso dos eclipses solares, ou por passar na sombra de outro corpo celeste, como acontece com os eclipses lunares (em ambos casos listados na página da eclipses da NASA).

Os trânsitos e ocultações do Sol pela Lua são designados por eclipse solar, independentemente do disco solar ser completa ou parcialmente ocultada pela Lua, resultando em eclipses totais ou parciais. Por extensão, os trânsitos do Sol por um satélite de um outro planeta também são frequentemente designados por eclipses, como acontece com os trânsitos de Fobos e Deimos mostrados neste NASA's JPL photojournal, o mesmo acontecendo com a passagem de um satélite na sombra de um planeta, como neste eclipse de Fobos. O termo eclipse também é usado de forma mais generalizada para designar a passagem de um corpo celeste em frente de outro. Por exemplo, esta NASA Astronomy Picture of the Day mostra a Lua a eclipsar Saturno, embora também refira o fenómeno coo ocultação.

## Variação das marés
Em oceanografia, as marés de sizígia são as marés que ocorrem nas luas nova e cheia, quando os efeitos lunares e solares atuando em conjunto, se reforçam uns aos outros, produzindo as maiores marés altas e as menores marés baixas.
A ocorrência da sizígia Terra-Lua-Sol é a causa do fenómeno da variação bimensal da altura da maré, um fenómeno que resulta na ocorrência de marés vivas e marés mortas em função da posição relativa do Sol e da Lua. Na lua nova e na lua cheia, o Sol e a Lua estão em sizígia, pelo que as suas forças de maré se reforçam mutuamente, pelo que a superfície do oceano sobe e desce mais que o normal, resultando em marés com amplitude superior à média («marés vivas» ou «marés de cabeça»). Pelo contrário, no quarto crescente e no quarto minguante, o Sol e a Lua estão em linhas que foram um ângulo recto em relação à posição da Terra, pelo que as suas forças de maré se contrariam mutuamente, pelo que a amplitude da maré é inferior à média («marés mortas»).  A variação da amplitude da maré também afecta a maré terrestre, o que poderá ter efeitos sobre a frequência da ocorrência de sismos.
Ao efeito da variação das fases da Lua junta-se o efeito da translação da Terra, pois durante os equinócios (em março e setembro) as marés altas são maiores e as baixas menores. O periélio, quando o Sol está mais próximo da Terra, também resulta em maior amplitude da maré.